# Eksplozija
Eksplozija je hitra in silovita sprostitev energije zaradi hitrega zvišanja tlaka in temperature, kar ima za posledico rušilno delovanje na okolico. Da pride do eksplozije, morata biti izpolnjena vsaj dva pogoja.
Hlapi vnetljivih tekočin, plin ali gorljiv prah morajo biti pomešani z zrakom v določenem razmerju (glej tudi implozija). 

Hitrost udarnih valov ločimo na dve vrsti:
- deflagracija povzroči udarne valove, ki imajo hitrost nižjo od hitrosti zvoka.
- detonacija povzroči udarne valove z nadzvočno hitrostjo.

Pri tem je treba še poudarit, da je hitrost zvoka v področju eksplozije mnogo višja in sicer nekaj manj kot 1000 m/s. Zato govorimo o deflagracijah takrat, ko se te širijo s hitrostjo pod 1000 m/s in o detonacijah s hitrostjo nad 1500 m/s. 

## Eksplozijsko območje
Razpon med spodnjo in zgornjo mejo eksplozivnosti imenujemo eksplozivno območje.

Minimalna koncentracija hlapov vnetljivih tekočin in prahu v zraku, pri kateri pod določenimi pogoji zmes lahko povzroči eksplozijo, se imenuje spodnja meja eksplozivnosti. Kadar pa je koncentracija zmesi večja od določene koncentracije, zmes ni več eksplozivna. Ta meja se imenuje zgornja meja eksplozivnosti.

## Nastanek eksplozije
Eksplozija nastane, če so hkrati prisotni trije pogoji:
- Vir kisika: zrak (21 % kisika)
- Vnetljiva snov: vnetljivi plini,prah,aerosoli
- Viri vžiga: udar strele, ultrazvok, iskra pri vklopu stikala,statična elektrika,detonator

## Vrste eksplozij

### Kemična eksplozija
Kemične eksplozije nastanejo kot posledica zelo hitrega gorenja neke snovi, kar ima za posledico velik volumen plinov z visoko temperaturo. Kemična eksplozija je izredno hitro zgorevanje, pri katerem se sproščajo velike količine toplote in nastane velik pritisk. Eksplozivna zmes je toliko nevarnejša in prej eksplodira, če ima nižjo spodnjo mejo eksplozivnosti in če je njen interval širši.
Npr: neka vrsta bencina ima eksplozivni interval med 1 - 4 %, kar pomeni, da zmes pod 1 % in nad 4 % ne eksplodira, temveč le zagori. Zmes vodika in zraka pa je eksplozivna v mejah 4,1 % - 74,2 % in je pri 28,6 % vodika najbolj eksplozivna. Še nekaj drugih eksplozivnih kemičnih koncentracij:
| Ime               | Koncentracija |
| ----------------- | ------------- |
| Aceton            | 2,5 - 13 %    |
| Eter              | 1,7 - 36 %    |
| Etilni alkohol    | 3,5 - 15 %    |
| Žveplov ogljik    | 1,0 - 60 %    |
| Bencin            | 2,1 - 4,9 %   |
| Petrolej          | 2,0 - 3 %     |
| Acetilen          | 1,5 - 82 %    |
| Amonijak          | 15 - 28 %     |
| Butan             | 1,5 - 8,5 %   |
| Propan            | 2.1 - 9.5 %   |
| Ogljikov monoksid | 12,5 - 74 %   |
| Ogljikov monoksid | 12,5 - 74 %   |
| Vodik             | 4,1 - 74,2 %  |

Najpogostejše umetne eksplozije so prav kemične eksplozije. Običajno vključujejo hitro in nasilno reakcijo oksidacije, ki proizvaja velike količine vročih plinov. Smodnik je bil prvi eksploziv, ki so ga odkrili in se je dal praktično uporabiti. Drugi pomembni razvoj za kemijsko tehnologijo eksplozivov je bil razvoj nitroceluloze leta 1865, ki jo je odkril Frederick Augustus Abel in izum Nobelovega dinamita leta 1866.

### Fizikalna eksplozija
Fizikalna eksplozija je dogajanje, ki z gorenjem nima nobene zveze. Eksplozija nastane zaradi širjenja snovi v zaprti posodi, ki ne vzdrži pritiska in se zato razleti. Na primer: 
1. Zaprta posoda, napolnjena z vodo, se lahko ob zamrznitvi razleti.
2. Ob delovanju zunanjega vira toplote se razleti posoda, v kateri je spravljen plin.

### Prašna eksplozija
Prašna eksplozija je hitra kemijska reakcija (oksidacija oz. zgorevanje)med zelo drobnimi prašnimi delci gorljivih trdnih snovi, pomešani z zrakom. Ob mirnem ozračju se prah useda na površine v različno debelih plasteh. Čim drobnejši je prah oziroma čim lažji so njegovi posamezni delci, ki se zadržujejo na površinah ali lebdijo v zraku, tem večja je ob prisotnosti ustreznih količin zraka potencialna nevarnost. Najpomembnejše karakteristične lastnosti za eksplozijo prahu so organska sestava, velikost prašnih delcev in odstotek vlage v ozračju in v delcih. Pri navadnem prahu je spodnja meja eksplozivnosti med 20 in 60 g/m3, zgornja meja pa je med 2000 do 6000 g/m3. Kadar prašni oblak zagori, se plamen razširi na vse površine v enakem obsegu, tako kot se to dogaja pri plinskih zmeseh. Do prašne eksplozije pride najpogosteje pri naslednjih organskih snoveh: pri moki, bombažnem prahu, sladkorju v prahu, škrobu, lesenem in premogovem prahu idr. Pri anorganskih snoveh pa pri prahu aluminija, cinka, žvepla, umetnih gnojil, barvil, idr.

### Naravna eksplozija
Eksplozija se lahko pojavi tudi v naravi. Večina naravnih eksplozij izhaja iz vulkanskih procesov različnih vrst. Eksplozivni vulkanski izbruhi se pojavijo, ko magma v ogromnih podzemeljskih kotlih, polnih plinov, pod velikim pritiskom prebije zemeljsko skorjo. Eksplozije se pogosto pojavljajo med gozdnimi požari v evkaliptusovih gozdovih in grmovjih, kjer olje hlapi in se nenadoma vžge.
Eksplozije se lahko pojavijo tudi zunaj Zemlje v vesolju, kot je eksplozija zvezde ali trk večjih meteorjev ob planete. 
- Vulkanska eksplozija
- Vukanska erupcija

### Parna eksplozija
Parna eksplozija nastane, če vroča kapljevina pride v stik s hladno tekočino. Pri stiku vroča kapljevina fragmentira in svojo energijo prenaša na hladno tekočino, ki se hitro uparja. Pri uparjanju pride do naglega povečanja volumna zaradi zmanjšanja tlaka (ekspandiranje). Prav parna eksplozija je bila prva v verigi reakcij, ki so leta 1986 vodile v katastrofalno černobilsko nesrečo.

### Jedrska Eksplozija
Jedrska eksplozija nastane zaradi nenadzorovane sprostitve energije med jedrsko reakcijo v procesih cepitve ali zlitja atomskih jeder - fisija in fuzija. Ta princip jedrske eksplozije se uporablja za izdelavo jedrskega orožja. To je sicer orožje male kapacitete, a neprimerno močnejše od največjih konvencionalnih eksplozivov, ki so na voljo. Z eno jedrsko bombo je mogoče uničiti celotno mesto (10kt).
- Jedrska eksplozija na Pacifikom
- Način detonacije Vodikove bombe

### Astronomska eksplozija
Med največje znane eksplozije v vesolju, spada supernova, ki izhajaja iz eksplozije zvezd in pok gama žarkov. Solarne eksplozije, so podobne eksploziji na Soncu in verjetno tudi na drugih zvezdah. Vir energije za solarne eksplozije prihaja iz prepredenih linij magnetnega polja, ki izhajajo iz plazme, ki so posledica vrtenja Sonca. Do drugih vrst velikih astronomskih eksplozij pride, ko meteorit ali asteroid pade na površino drugih planetov.
- Eksplozija zvezde
- Eksplozija zvezde animacija

### Eksplozija pri notranjem zgorevanju motorja
Pri motorju z notranjim zgorevanjem se uporablja nadzorovana eksplozija za pogon glavne motorske gredi preko sklopke, menjalnika in diferenciala na pogonska kolesa. Moč motorja pa uravnavamo s stopalko za plin, to pomeni, da bolj, ko pritisnemo na plin, več goriva in zraka pride v zgorevalni prostor, kjer tvorita pri vžigu svečke pod visokim pritiskom, kompresijo (cca. 9 barov), eksplozijo. Vse skupaj pa uravnava motorska elektronika, ki nadzoruje vse parametre in delovanje motorja.

### Električna eksplozija
Električno eksplozijo lahko povzročijo napake na visokonapetostnih napravah, tako da tvorijo električni oblok, ki hitro upari kovine in izolacijske materiale. Električno eksplozijo si lahko ogledate na videu: http://www.genspot.com/video-11865/elektricna-eksplozija-med-intervjujem.aspx Arhivirano 2012-01-09 na Wayback Machine.

### Magnetna eksplozija
Magnetno eksplozijo lahko povzroči premočan magnetni pritisk v ultramočnem magnetnem polju.
Magnetna eksplozija v vesolju je vidna kot večbarvni sij nad severnim ali južnim polom zemlje. Magnetna eksplozija je povezana s Sončevim vetrom, ki širi delce nabite z električnim nabojem od sonca v vesolje. Ko se tak val Sončevega vetra približa Zemlji, ki ima zelo močno magnetno polje, ki je še bolj koncentrirano nad severnim in južnem polu, se delci nabiti z električnim potencialom uredijo v magnetnem polju, kar povzroči, da se magnetna energija spremeni v toplotno in kinetično energijo nabitih delcev. Ti delci potujejo kot Sončev veter. Tako se delci začnejo zelo hitro premikati skozi zgornje plasti ozračja, kar je vidno kot solarni sij.

## Delitev hitrosti reakcij pri eksplozivih
- Deflagracija ali zgorevanje s hitrostmi od nekaj 100 pa do 1000 metrov v sekundi
- Eksplozija ali zgorevanje s hitrostmi od 1000 pa do 5000 metrov v sekundi
- Detonacija ali zgorevanje s hitrostmi od 5000 pa do 9000 metrov v sekundi

## Fragmentacija
Fragmentacija je kopičenje in projekcija delcev, ki so posledica visoke detonacije eksploziva. Fragmenti so lahko bili del strukture, kot revija. Lahko so del eksplozivnih sredstev, kot telo izstrelka ali telo bombe. Z visoko hitrostjo lahko malo delci potujejo sto ali tisoč metrov z dovolj energije, da  poškodujejo ali ubijejo osebo in poškodujejo vozila ali strukture.

## Sila
Eksplozivna sila se sprosti v smeri pravokotno na površino eksploziva. Če je površina rezana ali oblikovana, se lahko eksplozivne sile osredotočijo na proizvodnjo večjega lokalnega učinka.

## Ocenjevanje eksplozijske in požarne nevarnosti
Pomembni kriteriji, po katerih ocenjujemo eksplozijske in požarne nevarnosti vnetljivih tekočin, so: Plamenišče, Temperatura vžiga, Koncentracija vnetljive snovi. Glej tabelo Wikipedija:WikiProjekt Nevarne snovi/Oblika.

## Protieksplozijska zaščita
Nevarnost eksplozije najlažje ocenimo in zmanjšamo z upoštevanjem predpisov, standardov in priporočil o protieksplozijski zaščiti. Zaščitne ukrepe delimo na: Preventivna protieksplozijska zaščita, ki preprečuje nastanek eksplozije.(izločevanje virov vžiga eksplozivne atmosfere, preprečevenje nastanka ali zmanjšanje količine eksplozivne atmosfere). Konstrukcijska protieksplozijska zaščita, ki preprečuje nevarne učinke eksplozije. Ukrepe za protieksplozijsko zaščito mora izvajati oseba, ki je ustrezno usposobljena, ki dobro pozna zahteve zadevnih standardov in razume protieksplozijsko zaščito.

## Večje eksplozije
Kemične eksplozije:
Nanaimo eksplozija rudnika 1887

Eksplozija v Halifaxu 1917

Bitka za Messines 1917

Oppau eksplozija, Ludwigshafen, Nemčija 1921

Eksplozija v pristanišču Bombay 1944

Eksplozija v pristanišču Chicago 1944

Eksplozija skladisca orozja RAF 1944

Eksplozija v Texas Cityu 1947

Nesreča Nadelin 1960

Eksplozija sovjetske rakete N1 1969

Eskcplozija pri Flixboroughu 1974

PEPCON nesreča, Henderson, Nevada 1988

Ryongchon nesreča 2004

Požar pri rafineriji Hertfordshire 2005

Eksplozija v Albaniji, Gerdec 2008

Požar v rafineriji Catano 2009

Nesreča v rudniku Uljanovska
Eksplozije jedrskih poskusov:
poskus Trinity (prva jedrska eksplozija)

Castle Bravo

Carska bomba
Uporaba v vojni:
Atomsko bombardiranje Hirošime in Nagasakija (1945)
Eksplozije vulkanov:
Santorini

Krakatoa

Gora Svete Helene

Gora Tambora

Gora Pinatubo

Park Yellowstone Caldera

Vezuv